# Sutee Chantorn
Sutee Chantorn (thailändisch สุธี จันทร, * 14. März 1992) ist ein thailändischer Fußballspieler.

## Karriere
Sutee Chantorn stand von mindestens 2018 bis Ende 2019 beim PT Prachuap FC unter Vertrag. Wo er vorher gespielt hat, ist unbekannt. Der Verein aus Prachuap spielte in der höchsten Liga des Landes, der Thai Premier League. Für Prachuap bestritt er 2018 ein Erstligaspiel. Hier kam er im Heimspiel am 24. Juni 2018 gegen Buriram United zum Einsatz. Nach der Halbzeitpause wurde er gegen Jonatan Ferreira Reis ausgewechselt. 2019 kam er in der ersten Liga nicht zum Einsatz. Anfang 2020 unterschrieb er einen Vertrag beim Viertligisten Hua Hin City FC in Hua Hin. Zuletzt spielte er mit Hua Hin in der dritten Liga. Im Juni 2022 wechselte er zum Drittligisten Songkhla FC. Mit dem Verein aus Songkhla spielte er siebenmal in der Southern Region der Liga. Am Ende der Saison feierte er mit Songkla die Meisterschaft der Region. In den Aufstiegsspielen zur zweiten Liga konnte man sich jedoch nicht durchsetzen. Nach der Saison wurde sein Vertrag nicht verlängert. Zu Beginn der Saison 2023/24 schloss er sich im Sommer dem in der North/Eastern Region spielenden Sisaket United FC an. Am Ende der Saison 2023/24 feierte er mit dem Verein aus Sisaket die Meisterschaft der Region. In der Aufstiegsrunde konnte man sich durchsetzen und stieg in die zweite Liga auf. Nach insgesamt 34 Ligaspielen wurde sein Vertrag nach der Hinrunde 2024/25 nicht verlängert.

## Erfolge
Songkhla FC
- Thai League 3 – South: 2022/23

Sisaket United FC
- Thai League 3 – North/East: 2023/24  ▲